# 평산 해상 동굴
평산 해상 동굴이란 황해도 평산군에 있는 동굴을 말한다.

## 유적
후기 구석기 유적이 있다.
- 곰의 뼈
- 화석
- 포자
- 화분